# Rubrograptis recrudescentia
Rubrograptis recrudescentia är en fjärilsart som beskrevs av Józef Razowski 1981. Rubrograptis recrudescentia ingår i släktet Rubrograptis och familjen vecklare. Inga underarter finns listade i Catalogue of Life.